# Bartolomeo Colleoni (incrociatore)
Il Bartolomeo Colleoni fu un incrociatore leggero della classe Alberto di Giussano della Regia Marina, battezzato in onore del capitano di ventura del XV secolo Bartolomeo Colleoni.

## Storia
Il Bartolomeo Colleoni servì nel mar Mediterraneo fino al novembre 1938 quando venne inviata a rilevare il Raimondo Montecuccoli nell'Estremo Oriente. Arrivò al largo di Shanghai il 23 dicembre 1938 e vi rimase fino allo scoppio della guerra tra il Regno Unito e la Germania. Il 1º ottobre 1939 dopo aver ceduto il comando alla corvetta Lepanto, ritornò in Italia, arrivando il 28 ottobre.

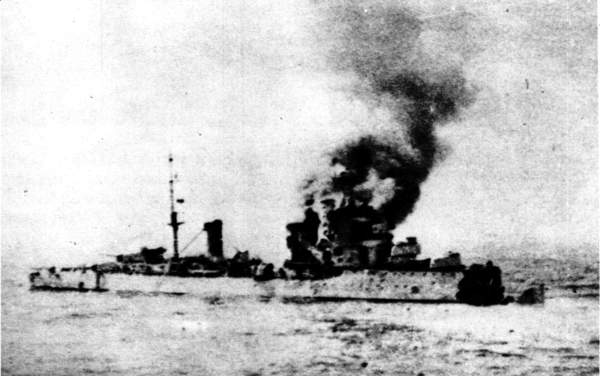
Il Bartolomeo Colleoni immobilizzato durante la battaglia di Capo Spada

Il Bartolomeo Colleoni, dotato di idrovolanti IMAM Ro.43, formò la 2ª Divisione Incrociatori del 2º Squadrone, insieme con il Giovanni delle Bande Nere. La sua prima missione, il 10 giugno 1940, fu una sortita per deporre mine nel canale di Sicilia, seguita il 6 luglio da compiti di scorta per un grosso convoglio (uno dei primi) di rifornimenti da Napoli a Bengasi (il convoglio era composto dai trasporti truppe Esperia e Calitea e dalle motonavi merci Marco Foscarini, Vettor Pisani e Francesco Barbaro, che giunsero in porto indenni). Il 9 luglio prese parte alla battaglia di Punta Stilo.
Il 18 luglio salpò da Tripoli accompagnato dal Giovanni delle Bande Nere (su cui era imbarcato il comandante della II Divisione, ammiraglio Ferdinando Casardi) diretto a Leros nel mar Egeo, dove l'attività britannica nelle acque greche stava causando preoccupazioni. I due incrociatori avrebbero dovuto costituire una forza leggera per condurre attacchi ai danni del naviglio britannico in Egeo. Nelle prime ore del 19 luglio, essendo stati avvistati da aerei della RAF il giorno prima, vennero intercettato dall'incrociatore australiano HMAS Sydney e da cinque cacciatorpediniere, mentre si trovava al largo di Capo Spada (punta nord-occidentale di Creta). Nella successiva battaglia di Capo Spada venne colpito nella sala macchine e rimase immobilizzato, diventando un facile bersaglio per i siluri dei cacciatorpediniere. Casardi, ritenendo erroneamente di avere a che fare con due incrociatori e quattro caccia, si ritirò con il Bande Nere inseguito dal Sydney, mentre il Colleoni, immobilizzato e in fiamme (un colpo aveva provocato l'esplosione dei depositi munizioni prodieri e l'asportazione della prua) fu finito con i siluri dai caccia britannici Ilex e Havock.
Esplose e affondò alle 8.29, portando con sé 121 marinai, mentre gli altri 525 furono recuperati e fatti prigionieri dai britannici. Il comandante, capitano di vascello Umberto Novaro, gravemente ferito, fu salvato dal suo equipaggio mentre avrebbe voluto affondare con la nave. Morì quattro giorni dopo ad Alessandria d'Egitto e la Royal Navy gli rese pieni onori militari alla presenza dell'equipaggio superstite e del capitano di vascello Eugenio Martini, in seguito medaglia d'argento al V.M., già comandante in seconda dell'incrociatore Bartolomeo Colleoni.